# Sadaijin
Sadaijin (左大臣, , Ministro da Esquerda ), era um posto governamental no Japão no final do Período Nara e durante o Período Heian. Foi criado em 702 pelo Código Taihō e formava parte do Daijō-kan (Departamento de Estado).
O Sadaijin era um Ministro Superior de Estado, que controlava todos os setores do Departamento de Estado junto com o Udaijin (Ministro da Direita) que era seu assistente.
Dentro do Daijō-kan, o Sadaijin era o segundo no comando atrás apenas do Daijō Daijin (Chanceler do Reino). Frequentemente, um membro do Clã Fujiwara podia tomar a posição para ajudar a justificar e exercer o poder e influência na família.
Era o Sadaijin geralmente quem exercia as ações de governo, já que o Daijō Daijin era um cargo honorífico. Tinha sob sua jurisdição direta os ministérios do Centro (Nakatsukasa-shō, sob responsabilidade do Naidaijin), o de Serviços Civis (Shikibu-shō), o de Cerimonias (Jibu-shō) e o de Impostos (Minbu-shō).
O posto de Sadaijin, junto com o resto da estrutura do Daijō-kan, perdeu gradualmente seu poder entre os Séculos X e XI, com a dominação política do Clã Fujiwara através de suas Regências (Sesshō e Kanpaku), tornando-se obsoleto no Século XII, quando o Clã Minamoto tomou o controle do país, desaparecendo completamente com a Restauração Meiji.

## Lista dos Sadaijin
1. Abe no Uchimaro (645 - 649)
2. Kose no Tokuta (649 - 658)
3. Soga no Akae (671 - 672)
4. Tajihi no Shima (700 - 701)
5. Isonokami no Maro (708 - 717)
6. Príncipe Nagaya (724 - 729)
7. Fujiwara no Muchimaro (737)
8. Tachibana no Moroe (743 - 756)
9. Fujiwara no Nagate (766 - 771)
10. Fujiwara no Uona (781 - 782)
11. Fujiwara no Tamaro (783)
12. Fujiwara no Fuyutsugu (825 - 826)
13. Fujiwara no Otsugu (832 - 843)
14. Minamoto no Tokiwa (844 - 854)
15. Minamoto no Makoto (857 - 868)
16. Minamoto no Tōru (872 - 895)
17. Fujiwara no Yoshiyo (896 - 897)
18. Fujiwara no Tokihira (899 - 909)
19. Fujiwara no Tadahira (924 - 936)
20. Fujiwara no Nakahira (937 - 945)
21. Fujiwara no Saneyori (947 - 968)
22. Minamoto no Takaakira (968 - 969)
23. Fujiwara no Morotada (969)
24. Fujiwara no Arihira (970)
25. Minamoto no Kaneakira (971 - 977)
26. Fujiwara no Yoritada (977 - 978)
27. Minamoto no Masanobu (978 - 993)
28. Minamoto no Shigenobu (994 - 995)
29. Fujiwara no Michinaga (996 - 1017)
30. Fujiwara no Akimitsu (1017 - 1021)
31. Fujiwara no Yorimichi (1021 - 1061)
32. Fujiwara no Norimichi (1061 - 1069)
33. Fujiwara no Morozane (1069 - 1083)
34. Minamoto no Toshifusa (1083 - 1121)
35. Fujiwara no Tadamichi (1123 - 1129)
36. Fujiwara no Ietada (1132 - 1136)
37. Minamoto no Arihito (1137 - 1147)
38. Fujiwara no Yorinaga (1149 - 1156)
39. Tokudaiji Saneyoshi (1156 - 1157)
40. Fujiwara no Koremichi (1157 - 1160)
41. Konoe Motozane (1160 - 1164)
42. Matsudo no Motofusa (1164 - 1166)
43. Fujiwara no Tsunemune (1166 - 1189)
44. Tokudaiji Sanesada (1189 - 1190)
45. Sanjō Sanefusa (1190 - 1196)
46. Fujiwara no Kanemasa (1198 - 1199)
47. Kujō Yoshitsune (1199 - 1204)
48. Konoe Iezane (1205 - 1207)
49. Fujiwara no Tadataka (1207 - 1211)
50. Kujō Yoshisuke (1211-1218)
51. Kujō Michiie (1218-1221)
52. Konoe Iemichi (1221 - 1224)
53. Tokudaiji Kintsugu (1225 - 1227)
54. Kujō Yoshihira (1227 - 1231)
55. Kujō Norizane (1231 - 1235)
56. Konoe Kanetsune (1235 - 1238)
57. Nijō Yoshizane (1238 - 1244)
58. Ichijō Sanetsune (1244 - 1247)
59. Takatsukasa Kanehira (1247 - 1252)
60. Nijō Michinaga (1252 - 1259)
61. Saionji Kinsuke (1259 - 1261)
62. Tōin Saneo (1261 - 1263)
63. Ichijō Sanetsune (1263 - 1265)
64. Konoe Motohira (1265 - 1268)
65. Takatsukasa Mototada (1269)
66. Ichijō Ietsune (1269 - 1275)
67. Nijō Morotada (1276 - 1288)
68. Kujō Tadanori (1288 - 1292)
69. Takatsukasa Kanetada (1292 - 1297)
70. Nijō Kanemoto (1297 - 1299)
71. Kujō Moronori (1299 - 1306)
72. Takatsukasa Fuyuhira (1306 - 1309)
73. Saionji Kinhira (1309)
74. Konoe Iehira (1309 - 1314)
75. Nijō Michihira (1314 - 1316)
76. Konoe Tsunehira (1316 - 1318)
77. Tōin Saneyasu (1318 - 1322)
78. Kujō Fusazane (1322 - 1323)
79. Tōin Saneyasu (1323 - 1324)
80. Takatsukasa Fuyunori (1324 - 1331)
81. Konoe Mototsugu (1331 - 1333)
82. Nijō Michihira (1333 - 1335)
83. Takatsukasa Fuyunori (1335 - 1336)
84. Konoe Tsunetada (1336 - 1337)
85. Ichijō Tsunemichi (1337 - 1339)
86. Kujō Michinori (1339 - 1342)
87. Tōin Kinkata (1343 - 1347)
88. Nijō Yoshimoto (1347 - 1349)
89. Kujō Tsunenori (1349 - 1360)
90. Konoe Michitsugo (1360 - 1362)
91. Takatsukasa Fuyumichi (1363 - 1369)
92. Nijō Shiryo (1370 - 1375)
93. Kujō Tadamoto (1375 - 1378)
94. Nijō Morotsugu (1378 - 1382)
95. Ashikaga Yoshimitsu (1382 - 1388)
96. Tokudaiji Sanetoki (1388 - 1392)
97. Ashikaga Yoshimitsu (1392 - 1393)
98. Ichijō Tsunetsugu (1394 - 1395)
99. Imadegawa Kōnao (1395)
100. Yotsutsuji Yoshinari (1395)
101. Tōin Kinsada (1396 - 1399)
102. Sanjō Funefuyu (1399 - 1402)
103. Konoe Tadatsugu (1402 - 1409)
104. Nijō Mitsumoto (1409 - 1411)
105. Imadegawa Kimiyuki (1411 - 1418)
106. Kujō Mitsurukyō (1418 - 1419)
107. Tokudaiji Kimitoshi (1419 - 1420)
108. Nijō Mochimoto (1420 - 1425)
109. Nijō Mochimoto (1427 - 1429)
110. Ichijō Kaneyoshi (1429 - 1432)
111. Ashikaga Yoshinori (1432 - 1438)
112. Konoe Fusatsugu (1438 - 1446)
113. Takatsukasa Fusahira (1446 - 1455)
114. Tōin Jitsuhiro (1455 - 1457)
115. Ichijō Norifusa (1457 - 1460)
116. Ashikaga Yoshimasa (1460 - 1467)
117. Nijō Masatsugu (1468 - 1475)
118. Kujō Masamoto (1475 - 1476)
119. Hino Katsumitsu (1476)
120. Takatsukasa Masahira (1476 - 1479)
121. Konoe Masaie (1479 - 1481)
122. Imadegawa Norisue (1482)
123. Saionji Sanetō (1483 - 1487)
124. Tokudaiji Saneatsu (1487 - 1493)
125. Kasannoin Masanaga (1493 - 1496)
126. Konoe Hisamichi (1497)
127. Imadegawa Kinoki (1497 - 1505)
128. Kujō Hisatsune (1506 - 1513)
129. Takatsukasa Kanesuke (1515 - 1518)
130. Sanjō Saneka (1518 - 1521)
131. Nijō Korefusa (1521 - 1523）
132. Tokudaiji Kintane (1523 - 1526）
133. Konoe Taneie (1528 - 1535)
134. Saionji Minorusen (1538 - 1540)
135. Takatsukasa Tadafuyu (1541 - 1542)
136. Ichijō Fusamichi (1542 - 1546)
137. Sanjō Kinyori (1546)
138. Imadegawa Kinhiko (1546 - 1447)
139. Nijō Haruyoshi (1547 - 1453)
140. Ichijō Kanefuyu (1553 - 1554)
141. Konoe Sakihisa (1554 - 1557)
142. Saionji Kintomo (1557 - 1576)
143. Kujō Kanetaka (1576 - 1577)
144. Ichijō Uchimoto (1577 - 1584)
145. Nijō Akizane (1584)
146. Konoe Nobutada (1585 - 1592)
147. Toyotomi Hidetsugu (1592 - 1595)
148. Kujō Kanetaka (1601)
149. Konoe Nobutada (1601 - 1605)
150. Takatsukasa Nobufusa (1606 - 1609)
151. Kujō Yukiie (1612 - 1614)
152. Takatsukasa Nobuhisa (1614 - 1620)
153. Konoe Nobuhiro (1620 - 1629)
154. Ichijō Akiyoshi (1629 - 1633)
155. Kasan'noin Sadahiro (1633)
156. Nijō Yasumichi (1633 - 1637)
157. Takatsukasa Norihira (1640 - 1642)
158. Kujō Michifusa (1642 - 1647)
159. Konoe Hisatsugu (1647 - 1652)
160. Nijō Mitsuhira (1652 - 1658)
161. Sanjō Sanehide (1660 - 1661)
162. Kasan'noin Sadayoshi (1661 - 1663)
163. Takatsukasa Fusasuke (1663 - 1667)
164. Saionji Saneharu (1667 - 1668)
165. Tokudaiji Kinnobu (1668 - 1670)
166. Ōinomikado Tsunetaka (1670 - 1671)
167. Kujō Kaneharu (1671 - 1677)
168. Konoe Motohiro (1677 - 1691)
169. Takatsukasa Kanehiro (1691 - 1704)
170. Ōinomikado Tsunemitsu (1704)
171. Konoe Iehiro (1704 - 1708)
172. Kujō Sukezane (1708 - 1715)
173. Sanjō Saneharu (1715)
174. Nijō Tsunahira (1715 - 1722)
175. Konoe Iehisa (1722 - 1726)
176. Nijō Yoshitada (1726 - 1737)
177. Ichijō Kaneyoshi (1737 - 1745)
178. Saionji Munesue (1745)
179. Ichijō Michika (1745 - 1749)
180. Daigo Fuyuhiro (1749)
181. Konoe Uchisaki (1749 - 1759)
182. Kujō Naozane (1759 - 1778)
183. Takatsukasa Sukehira (1778 - 1787)
184. Ichijō Teruyoshi (1787 - 1791)
185. Takatsukasa Masahiro (1791 - 1796)
186. Nijō Harutaka (1796 - 1814)
187. Ichijō Tadayoshi (1814 - 1815)
188. Konoe Motosaki (1815 - 1820)
189. Takatsukasa Masamichi (1820 - 1824)
190. Tokugawa Ienari (1822 - 1827)
191. Nijō Narinobu (1824 - 1847)
192. Tokugawa Ieyoshi (1837 - 1853)
193. Kujō Hisatada (1847 - 1857)
194. Konoe Tadahiro (1857 - 1859)
195. Ichijō Tadaka (1859 - 1863)
196. Nijō Nariyuki (1863 - 1867)
197. Konoe Tadafusa (1867)
198. Kujō Michitaka (1867 - 1869)
199. Tokugawa Iesato (1869)
200. Shimazu Hisamitsu (1874 - 1875)
201. Príncipe Arisugawa Taruhito  (1880 - 1885)

## Lista dosSadaijindaCorte de Yoshino(Corte do Sul, Nanchō)
1. Konoe Tsunetada (1339 - 1341)
2. Nijō Moromoto
3. Tōin Kinkata (1351 - ????)
4. Tōin Saneyo (???? - 1358)
5. Konoe Tsuneie
6. Nijō Noriyori (1381 - 1383)
7. Nijō Fuyuzane (1383 - ????)